# Lydia Foy
Lydia Annice Foy es una mujer transgénero que destaca por liderar los desafíos legales relacionados con el reconocimiento de género en Irlanda. En 1992, Foy se sometió a una cirugía de reasignación de sexo y comenzó una batalla que duró 20 años para que su certificado de nacimiento reflejara su identidad de género. En 2007, el Tribunal Superior de Justicia de Irlanda dictaminó que el contenido correspondiente de la legislación de la República de Irlanda eran incompatibles con la Convención Europea de Derechos Humanos. Aunque en febrero de 2013 la legislación aún no se había modificado y comenzó un nuevo procedimiento judicial para hacer cumplir la decisión de 2007. Desde el 15 de julio de 2015, está aprobada la Ley de reconocimiento de género de 2014 en Irlanda.

## Biografía
Foy es dentista retirada en  Athy, Condado de Kildare. Nació en una residencia privada de las Midlands irlandesas, y al nacer fue registrada oficialmente como varón con los nombres de pila de Donal Mark. Foy creció como un hombre, con cinco hermanos y una hermana.
Desde su más temprana infancia Foy fue consciente de un sentimiento de ‘feminidad'. Continuó así durante su época de internado en el  Clongowes Wood College desde 1960 hasta 1965. TDespués de obtener el Certificado de Graduación, Foy comenzó sus estudios de pre-medicina en el University College de Dublín, pero cambió a odontología un año más tarde. Foy se graduó con una licenciatura en Cirugía Dental en 1971, y comenzó a ejercer como dentista.
En 1975, cuando vivía en Athlone, Foy conoció Anne Naughton a través de una sociedad musical. Naughton era secretaria en Clara, Condado de Offaly, y era ocho años más joven que Foy. Se comprometieron y se casaron en la Iglesia de los Santos Pedro y Pablo en Horseleap el 28 de septiembre de 1977. Tuvieron dos niños, uno nacido en 1978, y el otro en 1980.

## Cambio de sexo
En la década de 1980 Foy comenzó a sufrir problemas físicos y psicológicos, que empeoraron en agosto y septiembre de 1989, cuando sufrió un colapso total. Recibió asesoramiento psiquiátrico, fue diagnosticada como transexual y se le recetó un  tratamiento de hormonas. Foy consultó a otros dos psiquiatras en Inglaterra que le diagnosticaron Disforia de género.
Foy comenzó entonces un proceso de transición de hombre a mujer, con electrólisis, cirugía de aumento de senos, operaciones de nariz y Nuez de Adán y cirugía de voz. El 25 de julio de 1992, Foy se sometió a una  cirugía de reasignación de sexo completa e irreversible en Brighton, Inglaterra. Esto implicó la extirpación de algunos tejidos genitales externos e internos y la reconstrucción quirúrgica de una vulva. El Irish Eastern Health Board pagó 3.000 libras esterlinas por el coste del tratamiento.
Posteriormente, Foy vivió enteramente como mujer. Abandonó el hogar familiar en 1990, y el 13 de diciembre de 1991 se le concedió una separación judicial. Aunque a Foy se le concedió en un principio acceso condicional a sus hijos, que vivían bajo la custodia de su madre, en mayo de 1994 se le prohibió todo acceso.
Mientras que Foy, que cambió legalmente su nombre en noviembre de 1993, pudo obtener el pasaporte, el permiso de conducir, la tarjeta médica y la tarjeta de votación con el nuevo nombre, su petición de modificar el sexo en su certificado de nacimiento fue rechazada.

## Primer caso ante los tribunales
Foy inició un procedimiento judicial en abril de 1997 para impugnar la negativa del Secretario General a emitirle un nuevo certificado de nacimiento. Desempleada, Foy estuvo representada legalmente por los Centros de Asesoramiento Jurídico Gratuito. La base de su apelación fue la afirmación de que la Ley del Registro de nacimientos y defunciones (irlandesa) de 1863 no justificaba la práctica de utilizar únicamente los indicadores biológicos existentes en el momento del nacimiento para determinar el sexo a los efectos de la inscripción en el registro. Según Foy, había nacido como "mujer con discapacidad congénita" y el error al registrar el sexo en su certificado de nacimiento no sólo la avergonzaba, sino que también podía interferir con sus derechos constitucionales, ya que no podría elegir casarse con un hombre.
El caso llegó al Tribunal Supremo en octubre de 2000. La exesposa de Foy y sus hijas impugnaron su apelación, alegando que podría tener "un efecto adverso en su sucesión y otros derechos."
La sentencia estuvo retenida durante casi dos años hasta el 9 de julio de 2002, cuando el juez Liam McKechnie rechazó la impugnación de Lydia Foy, afirmando que Foy había nacido varón sobre la base de pruebas médicas y científicas y que, por consiguiente, el registro no podía modificarse. Sin embargo, expresó su preocupación por la posición de los transexuales en Irlanda e instó al gobierno a revisar urgentemente el asunto.

## Segundo caso ante los tribunales
Sólo dos días después de la decisión contra Foy, el Tribunal Europeo de los Derechos Humanos de Estrasburgo conoció de un caso similar (Goodwin vs Reino Unido). Christine Goodwin, una británica transexual, ha afirmado que la negativa del Reino Unido a permitirle modificar su certificado de nacimiento y casarse como mujer viola la Convención europea en Derechos humanos.  El Tribunal declaró que el Gobierno de Reino Unido había violado los artículos 8 y 12 de la Convención. En respuesta, Gran Bretaña aprobó el Acta de Reconocimiento del Género 2004, que prevé el reconocimiento legal de las personas transgénero en su género nuevo o adquirido, y la expedición de nuevos certificados de nacimiento que reflejen ese género.
En 2005, el Tribunal Supremo de Irlanda devolvió el caso Foy al Tribunal Superior para que lo examinara más a fondo.  Entretanto, Mientras tanto, Irlanda ha aprobado la Ley del Convenio Europeo de Derechos Humanos de 2003 para dar mayor efecto al Convenio Europeo de Derechos Humanos en la legislación irlandesa.  Con esta base, Foy presentó otra solicitud de certificado de nacimiento en noviembre de 2005 y, cuando fue rechazada, inició un nuevo proceso judicial ante el Tribunal Superior en enero de 2006, en referencia a la decisión Goodwin del Tribunal Europeo de Derechos Humanos.  Estos procedimientos se acumularon con el anterior y el juez McKechnie volvió a conocer del asunto. El 19 de octubre de 2007, el tribunal dictaminó que Irlanda había violado el Convenio Europeo de Derechos Humanos y decidió emitir la primera declaración de incompatibilidad entre el derecho irlandés y el europeo.  Según el juez Liam McKechnie, las disposiciones del artículo 8 del Convenio que protegen el derecho de Foy al respeto de la vida privada se violaron cuando el Estado no otorgó un "reconocimiento significativo de su identidad femenina".  También expresó frustración por el hecho de que el gobierno irlandés no haya tomado ninguna medida para mejorar la posición de los transexuales tras su anterior sentencia de 2002.

## Efecto sobre la ley
Aunque se han tratado estos temas en debate parlamentario, no se ha tomado ninguna decisión.  La declaración de incompatibilidad no puede prevalecer sobre la legislación nacional, pero impone al gobierno la responsabilidad de conciliar la legislación irlandesa y europea.
El 5 de enero de 2009, Thomas Hammarberg, Comisario de Derechos Humanos del Consejo de Europa , declaró con respecto a la comunidad transgénero y específicamente con respecto a Foy que "no hay excusa para no conceder de inmediato a esta comunidad sus derechos humanos plenos e incondicionales".

## Desafío del gobierno
El 21 de junio de 2010,el gobierno irlandés retiró su recurso de apelación, sobre la impugnación inicial de la sentencia de 2007,  y creó un comité interdepartamental para el reconocimiento legal de los transexuales. El informe de este Grupo Asesor de Reconocimiento de Género se publicó en julio de 2011 y recomendó la elaboración de la legislación que reconociera a los transexuales. Al presentar el informe, la entonces ministra de Protección Social, Joan Burton, dijo que el gobierno presentaría la legislación de reconocimiento de género lo antes posible, pero en febrero de 2013 no se había presentado ninguna. 

## Tercer caso judicial
El 27 de febrero de 2013, los Centros de Asesoría Jurídica Gratuita, en representación de Lydia Foy, anunciaron que habían iniciado un nuevo procedimiento en el Tribunal Superior de Irlanda para solicitar que el gobierno actuara en cumplimiento de la sentencia del Juez McKechnie en 2007 y le permitieran obtener un nuevo certificado de nacimiento en el que se reconociera su género femenino.

## Otros logros
En 1997, Foy cultivó la mayor dedalera del mundo en su jardín.
En 2011, Foy fue objeto de un documental en RTÉ Radio 1 llamado Mi nombre es Lydia Foy.